# 埃尔利 (北部省)
埃尔利（法語：Herlies，法語發音：[ɛʁli]）是法国上法蘭西大區北部省的一个市镇，属于里尔区和里尔欧洲都会区。

## 地理
埃尔利（50°34'41"N, 2°51'15"E）面积7.11 平方千米，位于法国上法蘭西大區北部省，该省份为法国最北部的省份及最长的省份，西北濒北海，西接加来海峡省，南至埃纳省和索姆省，东与比利时接壤。
与埃尔利接壤的市镇（或旧市镇、城区）包括：韦普地区富尔讷、维克尔、欧贝尔、弗罗梅勒、伊利。
埃尔利的时区为UTC+01:00、UTC+02:00（夏令时）。

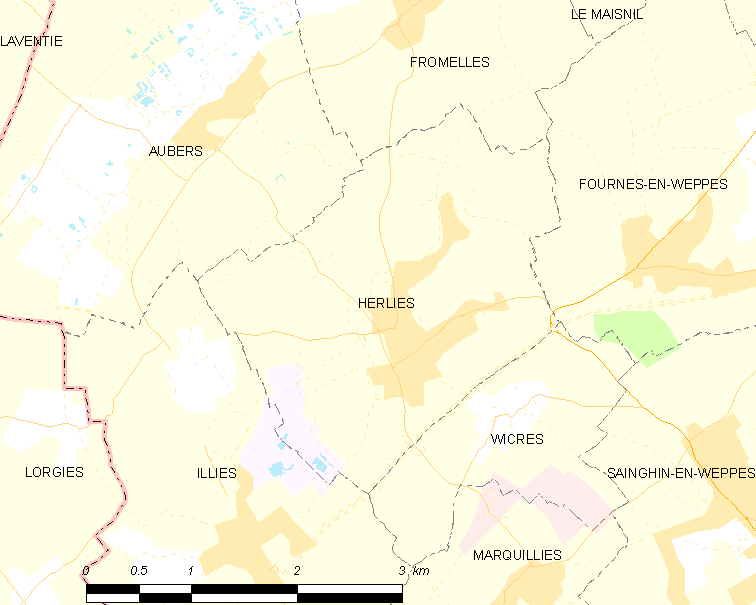
埃尔利的OSM定位图

## 行政
埃尔利的邮政编码为59134，INSEE市镇编码为59303。

## 政治
埃尔利所属的省级选区为阿讷兰县。

## 人口

1962-2008年间埃尔利人口变化图示

埃尔利于2022年1月1日时的人口数量为2288人。